# Tony Tchani
Tony Tchani (Bafang, 13 de abril de 1989) es un futbolista camerunés; se desempeña como centrocampista.

## Carrera

### Amateur y universitaria
Tchani se mudó a Estados Unidos desde su Camerún natal en 2004, asentándose en Norfolk (Virginia). Asistió a la Maury High School y comenzó a jugar en el Beach FC, para luego desempeñarse en el fútbol universitario en la Universidad de Virginia. En 2009 ganó el Campeonato Nacional, con un 3–2 en tiros desde el punto penal ante Akron, con Tchani marcando uno de los goles. Durante sus años como universitario también jugó para Hampton Roads Piranhas en la Premier Development League.

### Profesional
Tchani fue seleccionado en la primera ronda del 2010 MLS SuperDraft por New York Red Bulls. Hizo su debut profesional el 27 de marzo de 2010, en el primer juego de Nueva York en la Major League Soccer 2010 en contra de Chicago Fire. Su primer partido como titular fue el 27 de abril en la victoria 2-1 sobre Philadelphia Union en el Lamar Hunt U.S. Open Cup 2010. Su primer gol lo señaló el 20 de mayo en la derrota 1-3 ante Columbus Crew SC. Durante su temporada inicial con Nueva York fue gradualmente insertado en el primer equipo por el entrenador Hans Backe y finalmente formó parte de una sociedad sólida en el corazón del mediocampo con Rafael Márquez. En este año debut acumuló 27 presencias, marcando un gol y dando tres asistencias, colaborando en la obtención del título de la Conferencia Este.
Tchani fue traspasado a Toronto FC el 1 de abril de 2011 junto con su compañero Danleigh Borman y un 2012 SuperDraft 1.ª ronda para elegir a Dwayne De Rosario. Al día siguiente Tchani hizo su debut para Toronto en un 1-1 en casa contra Chivas USA Consiguió su primer gol versus Columbus Crew SC el 23 de abril de 2011. Debió cambiar su dorsal en junio del 22 al 32 tras el fichaje de Torsten Frings.
El 15 de julio de 2011 fichó para Columbus Crew SC en un intercambio por Andy Iro y Léandre Griffit. Debido a una lesión en la rodilla izquierda, Tchani estuvo fuera de consideración y fue sometido a una cirugía en agosto. Finalmente, el 27 de octubre de 2011 debutó en Crew, jugando 90 minutos en el mediocampo en una derrota a manos de Colorado Rapids en la ronda de repechaje de la postemporada de la Major League Soccer 2011.
El 7 de diciembre de 2012 Tchani firmó un nuevo contrato con Columbus. En 2013 tuvo poca participación con 13 partidos en el once inicial. Aun así, en 2014 se transformó en puntal del equipo al jugar como titular 33 de 34 partidos de liga. En 2016, perdió lugar debido a compromisos con su selección nacional, jugando igualmente 21 encuentros y marcando un gol a Orlando City Soccer Club en un 2–2.
Fue transferido en marzo de 2017 a Vancouver Whitecaps FC a cambio de Kekuta Manneh. En febrero de 2018, Tchani pasó a Chicago Fire, aunque el 9 de agosto fue dejado en libertad de acción.

## Carrera internacional
El 4 de noviembre de 2015, Tchani recibió su primera convocatoria para integrar la selección de Camerún de cara a un encuentro ante Níger, pero después de sufrir una lesión jugando para Columbus la citación no se hizo efectiva.
En enero de 2016 fue llamado por la selección de Estados Unidos para una serie de dos amistosos, debutando con esta casaca el día 31 ante Islandia, pero el partido no tuvo la categoría de Fecha FIFA.
En marzo de 2016 fue nuevamente convocado por Camerún para enfrentar a Sudáfrica por la Clasificación para la Copa Africana de Naciones de 2017, empate 2-2, quedando ligado al elenco nacional de su país natal. Participó luego en un amistoso ante Gabón el 6 de septiembre.

## Estadística de carrera
- Actualizado al 9 de agosto de 2018.[26]

| Club                   | Temporada | MLS        | MLS   | Copa nacional | Copa nacional | MLS play off | MLS play off | CONCACAF   | CONCACAF | Total      | Total |
| Club                   | Temporada | Presencias | Goles | Presencias    | Goles         | Presencias   | Goles        | Presencias | Goles    | Presencias | Goles |
| ---------------------- | --------- | ---------- | ----- | ------------- | ------------- | ------------ | ------------ | ---------- | -------- | ---------- | ----- |
| New York Red Bulls     | 2010      | 27         | 1     | 4             | 0             | 0            | 0            | —          | —        | 31         | 1     |
| New York Red Bulls     | 2011      | 2          | 0     | —             | —             | —            | —            | —          | —        | 2          | 0     |
| Toronto FC             | 2011      | 13         | 1     | 4             | 0             | —            | —            | —          | —        | 17         | 1     |
| Columbus Crew SC       | 2011      | 0          | 0     | 0             | 0             | 1            | 0            | —          | —        | 1          | 0     |
| Columbus Crew SC       | 2012      | 22         | 2     | 0             | 0             | —            | —            | —          | —        | 22         | 2     |
| Columbus Crew SC       | 2013      | 22         | 0     | 1             | 0             | —            | —            | —          | —        | 23         | 0     |
| Columbus Crew SC       | 2014      | 33         | 0     | 2             | 0             | 2            | 1            | —          | —        | 37         | 1     |
| Columbus Crew SC       | 2015      | 32         | 5     | 2             | 0             | 5            | 0            | —          | —        | 39         | 5     |
| Columbus Crew SC       | 2016      | 21         | 1     | 2             | 0             | —            | —            | —          | —        | 23         | 1     |
| Vancouver Whitecaps FC | 2017      | 27         | 4     | —             | —             | 2            | 0            | –          | –        | 29         | 4     |
| Chicago Fire           | 2018      | 13         | 1     | 3             | 0             | —            | —            | —          | —        | 16         | 1     |
| Total                  | Total     | 212        | 15    | 18            | 0             | 10           | 1            | —          | —        | 240        | 16    |

## Palmarés

### Con Universidad de Virginia
- Campeonato nacional de fútbol masculino de la División I de la NCAA: 2009

### Con Toronto FC
- Campeonato Canadiense de Fútbol: 2011